# Великі Петрищі
Великі Петри́щі (рос. Большие Петрищи) — присілок у складі Щолковського міського округу Московської області, Росія.

## Населення
Населення — 31 особа (2010; 52 у 2002).
Національний склад (станом на 2002 рік):
- росіяни — 79 %